# Chien-loup tchécoslovaque
Pour les articles homonymes, voir CLT.
Le chien-loup tchécoslovaque (CLT) (tchèque : Československý vlčák, slovaque : Československý vlčiak) est une race de chiens-loups domestiques d'origine tchécoslovaque issue à l'origine d'un croisement entre un chien berger allemand et une louve des Carpates.
C'est une des deux seules races de chiens-loups reconnue par la Fédération cynologique internationale (FCI), l'autre étant le chien-loup de Saarloos. Dans la nomenclature FCI, c'est une race de chiens appartenant au groupe 1 (chiens de bergers).

## Histoire
Le chien-loup tchécoslovaque est une race relativement récente, créée en Tchécoslovaquie en 1955 en croisant des bergers allemands et des louves des Carpates.
L'expérimentation menée par les militaires tchécoslovaques fut poursuivie jusqu'en 1965 et démontra qu'il était possible d'obtenir une descendance apte à l'élevage tant par le croisement loup-chienne que par le croisement chien-louve.
L'essai biologique évolua en élevage systématique et en 1982 le chien-loup tchécoslovaque fut reconnu comme race nationale en Tchécoslovaquie. La race fut ensuite officiellement reconnue par la FCI, à titre provisoire en 1989 puis à titre définitif en 1999.

## Appellation
La désignation officielle de la race du chien-loup tchécoslovaque étant assez longue, elle est fréquemment raccourcie de manière impropre « chien-loup tchèque », voire parfois en « loup tchèque », au risque de créer une confusion avec le loup.

## Législation

### En France
L'Arrêté du 19 mai 2000 soumettant à autorisation la détention de loups impose une autorisation préfectorale pour la détention de loup ou d’hybrides entre chiens et loups dont l'ascendance récente comporte un loup. Le chien-loup tchécoslovaque étant reconnu comme une race de chien domestique du groupe 1 et de la section 1 chiens de berger et non comme un hybride, il n'est pas soumis à cette législation, sa détention est donc entièrement libre.
Il ne faut pas non plus confondre le groupe 1 selon la FCI qui rassemble les chiens de berger et bouvier avec catégorie I chien dangereux (avec toutes les autorisations obligatoires). Le chien-loup tchécoslovaque étant dans le groupe 1 selon la nomenclature de la FCI (Standard no 332), aucune mesure particulière telle la muselière ou la tenue en laisse dans les lieux publics n'est obligatoire.

## Caractéristiques physiques

### Taille et poids
Les mâles mesurent au minimum 65 cm au garrot, contre 60 cm pour les femelles.
À l'âge adulte, son poids est d'environ 35 kg pour les mâles, et 27 kg pour les femelles.

### Robe et pelage
C’est un chien au poil mi-long gris/jaune à gris/argenté, avec un masque caractéristique de couleur plus claire et des poils clairs à la base du cou et au poitrail. Le poil est droit, couché sur le corps. Il devient plus fourni l’hiver pour mieux résister aux températures froides.

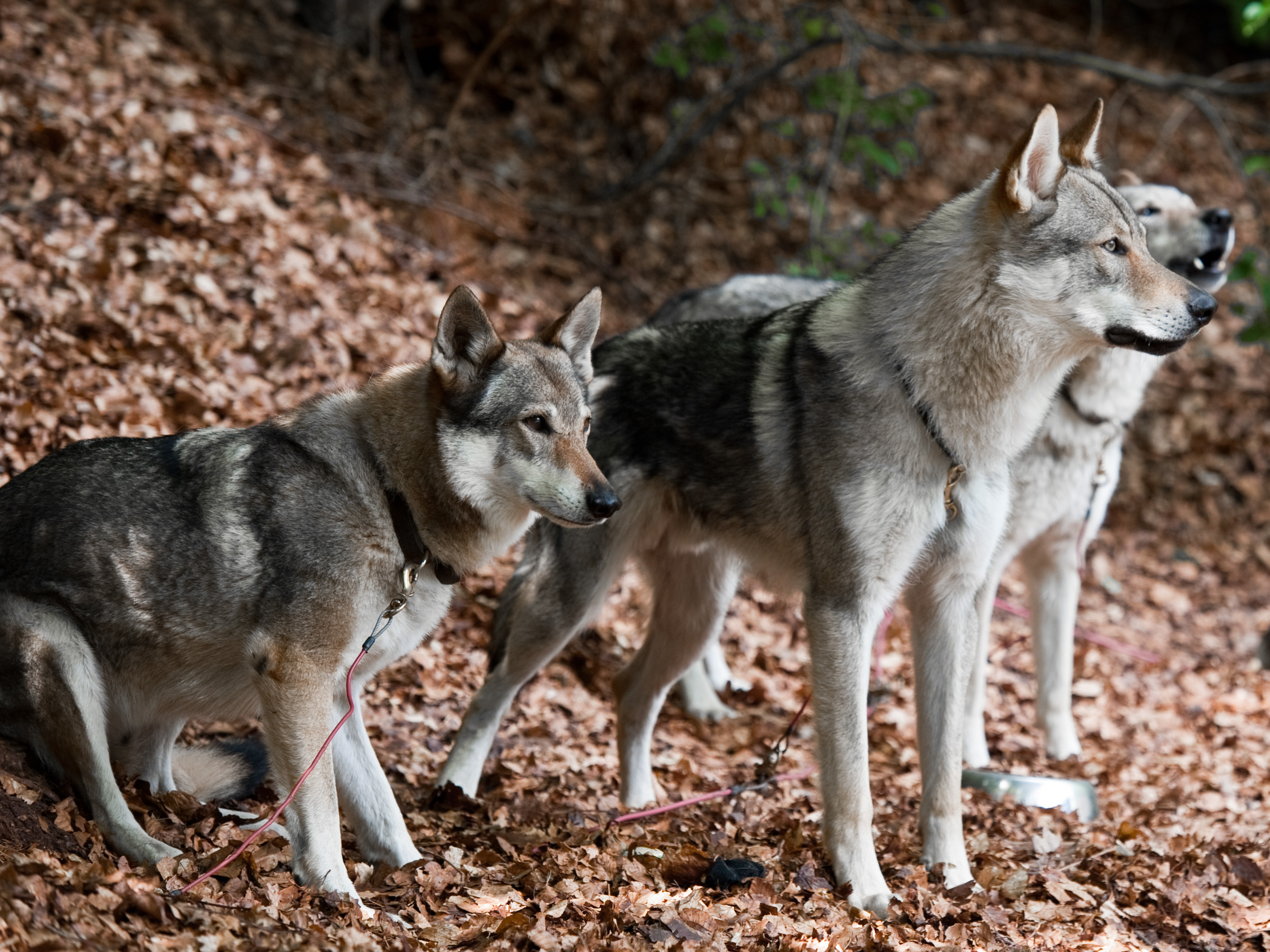
Chiens-loups tchécoslovaques en meute.